# Mula (Spagna)
Mula è un comune spagnolo di 16 941 abitanti situato nella comunità autonoma di Murcia.